# Канадская партия голосующих за окружающую среду в союзе с животными

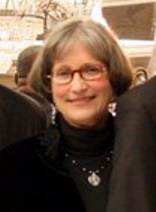
Лиз Уайт в 2008

Кана́дская па́ртия голосу́ющих за окружа́ющую среду́ в сою́зе с живо́тными (англ. Animal Alliance Environment Voters Party of Canada) — канадская федеральная политическая партия. Глава партии — Лиз Уайт.

## Идеология
Программа партии сконцентрирована на экологии и правах животных и энвайронментализме; партия известна своим активным участием в обсуждении этих вопросов.
Она образована при объединении партии «Союз с животными» и партии «Голосующие за окружающую среду», вместе выступавших против охоты на тюленей в Ньюфаундленде и Лабрадоре. В числе прочего, партия протестует против пушного звероводства, использования ловушек и охоты на медведей.
По причине малочисленности не выставляет много кандидатов на выборах (в 2011 году их было 7) и обычно поддерживает кандидатов от главных партий с близкой платформой (обычно это Новая демократическая партия).